# درخت نورا
درخت نورا (یاکاراندا) که نام علمی آن «میموسی‌فولیا» است، گل‌های خوشه‌ای و نیلی رنگ می‌دهد و گاه تا ۱۸ متر قد می‌کشد. نام جاکاراندا، ریشهٔ «گوارانی» دارد و به معنای معطر است. گوارانی‌ها بیشتر به بومیان برزیل، آرژانتین، پاراگوئه و بولیوی گفته می‌شود.
جاکاراندا گونه‌های بسیار دارد و از خانواده «پیچ‌اناریان» است.
پیچ‌اناریان گیاهانی هستند بالارونده، با برگ‌های غالباً متقابل، مرکب و گل‌آذین.
درخت چشم‌نواز و زیبای درخت نورا در طب سنتی مورد توجه بومیان بوده و افسانه پیرامون آن کم نیست. از چوب آن که عطرآگین و قهوه‌ای صاف متمایل به خاکستری است، برای رنگرزی هم استفاده می‌شد. اکنون چوب آن در نجاری و مبل‌سازی و خودروهای لوکس و پیانو به‌کار می‌رود.
درخت نورا بومی مناطق گرمسیری است و در آمریکای مرکزی، کوبا، آفریقای جنوبی، زیمبابوه، استرالیا، نیوزلند، مکزیک، لیسبون، برزیل، بولیوی، نپال و… زیاد است. امروزه جاهای دیگر هم کاشته می‌شود.
بیشتر اوقات سبز و تازه است و با گل بنفش متمایل به آبی، بسیار زیبا جلوه می‌کند. با هر وزش باد گلبرگهای زیبای جاکاراندا از درخت فرو می‌افتند و زمین را یک‌دست بنفش می‌کنند.
...
هرسال در استرالیا در گرافتون (شمال رودخانه ولز، در منطقه اقیانوسیه) جشنواره جاکاراندا، از جمله برای شکرگزاری از طبیعت و همدمی با آن برگزار می‌شود.
در وصف درخت نورا چندین ترانه سروده شده که یکی از آن‌ها در آرژانتین مشهور است و توسط «مارینا اله نا والز»و «پالیتو اورتگا» اجرا شده‌است.